# えびすだわら
えびすだわらとは、秋田県雄勝郡に伝わる伝統行事の一つで、その年の秋の豊作を願って、旧暦送り盆の8月15日に行われる祭りである。地元では「えびしだら」「えびすだら」と呼ばれる。

## 概要
各町内会の少年たちが、台車に乗せた米俵にさまざまな飾り付けを施して神輿（えびしだら）を作り、それを曳きながら表通りを練り歩く。手には灯篭を持って、各玄関先で立ち止まっては、独特な節回しで唄を歌い、おひねりを集めて回る。俵の神輿は神社に奉納され、おひねりは神輿製作の貢献度によって分配される。夜間の成人の部では、灯篭にろうそくの火が灯り、囃し太鼓が響く中、酒に酔った男達が巨大な「えびしだら」を囲み、少年たちと同じ節回しで唄を歌い、祭りはクライマックスを迎える。祭りに参加できるのは、伝統的に男性だけである。しかし近年、過疎化および少子化のために祭りの担い手は急速に減りつつあり、町内会によっては、女の子を参加させてえびしだらを維持しようする試みも見られた。それでも神輿の数は年々減少傾向にあり、祭りの存続が危惧されている。

## ｢えびしだら｣の唄
- 1. たかいぃ～ やまぁかぁら～ たにぞ～こぉみぃれば～ なしや～ りんごぉの～ はぁなぁざぁ～かぁり～
(高い山から 谷底見れば 梨や林檎の花盛り)

以下も、同様の節回しで、
- 2. 咲いた桜に 枝折るカラス 情け知らずの山ガラス
- 3. 鳴くなニワトリ まだ夜は明けぬ 明けりゃお寺の鐘が鳴る
- 4. 箱根八里は 馬でも越すが 越すに越されぬ大井川
- 5.おまえ百まで わしゃ99まで ともに白髪の生えるまで
- 6.黒いくろい　炭焼きあねご　色は黒いが味は良い
- ７ ここの〜ぉ 親方 いずぎーでみでもぉ（いつ来てみても）おぐの（奥の）座敷で 金知ら〜べぇ